# Dactylokepon caribaeus
Dactylokepon caribaeus är en kräftdjursart som beskrevs av Clements Robert Markham 1975. Dactylokepon caribaeus ingår i släktet Dactylokepon och familjen Bopyridae. Inga underarter finns listade i Catalogue of Life.